# Elmalar, Dulkadiroğlu
Elmalar là một xã thuộc huyện Dulkadiroğlu, tỉnh Kahramanmaraş, Thổ Nhĩ Kỳ. Dân số thời điểm năm 2010 là 4.101 người.